# Ольдендорф (Штаде)
Ольдендорф (нем. Oldendorf) — община в Германии, в земле Нижняя Саксония.
Входит в состав района Штаде. Подчиняется управлению Ольдендорф. Население составляет 2862 человека (на 31 декабря 2010 года). Занимает площадь 23,88 км².